# 零下一度
《零下一度》是中国作家韩寒的一部随笔、杂文和短篇小说的合集。全书分为三部分：其中“第三个人”、“只说一点点”为随笔、杂文；“一起沉默”为短篇小说。韩寒认为本书删改严重，“现在的《零下一度》纯粹就是一堆垃圾”。